# Gymnothorax prasinus
Gymnothorax prasinus és una espècie de peix de la família dels murènids i de l'ordre dels anguil·liformes.

## Morfologia
Els mascles poden assolir els 91,5 cm de longitud total.

## Distribució geogràfica
Es troba a Nova Zelanda i al sud d'Austràlia.